# Gamabuo
Gamabuo è un villaggio del Botswana situato nel distretto Centrale, sottodistretto di Serowe Palapye. Il villaggio, secondo il censimento del 2011, conta 744 abitanti.

## Località
Nel territorio del villaggio sono presenti le seguenti 3 località:
- Kwajena,
- Mmadikolobe,
- Molefi di 12 abitanti